# Lammassaari (ö i Södra Karelen, Imatra, lat 61,77, long 29,93)
Lammassaari är en ö i Finland. Den ligger i sjön Pyhäjärvi och i kommunen Parikkala i den ekonomiska regionen  Imatra ekonomiska region  och landskapet Södra Karelen, i den sydöstra delen av landet, 300 km nordost om huvudstaden Helsingfors. Öns area är 10,2 hektar och dess största längd är 0,5 kilometer i nord-sydlig riktning.